# Galzarra
Galzarra es un despoblado que actualmente forma parte del concejo de Ullívarri-Gamboa, que está situado en el municipio de Arrazua-Ubarrundia, en la provincia de Álava, País Vasco (España).

## Historia
Despoblado situado en el noroeste del concejo, entre las vías del tren y la carretera A-3002.
Actualmente, parte de sus tierras se hallan bajo el Embalse de Ullíbarri-Gamboa.